# Loganato O-metiltransferasi
La loganato O-metiltransferasi è un enzima appartenente alla classe delle transferasi, che catalizza la seguente reazione:
S-adenosil-L-metionina + loganato ⇄ S-adenosil-L-omocisteina + loganina
Agisce anche su secologanato. Metila il gruppo 11-carbossilico del loganato monoterpenoide.